# Corsanummer
Het Corsanummer is een uniek kenmerk van een document opgeborgen in het documentmanagementsysteem Corsa.
Documenten opgesteld door Nederlandse bestuursorganen bevatten frequent het eigen door Corsa toegekende nummer en verwijzingen naar andere documenten van hetzelfde bestuursorgaan op basis van Corsanummer. Het verwezen document is uniek vindbaar indien in de juiste omgeving van Corsa gezocht wordt op het Corsanummer. 
Bijvoorbeeld een Woo besluit (voorheen een Wob-besluit) kan een inventarislijst bevatten met verwijzingen naar documenten die onder een bestuursorgaan berusten. Sommige gebruikersgroepen van Corsa nemen in een dergelijke inventarislijst het Corsanummer op als unieke (intern) kenmerk van het document zodat bij een vervolgvraag het document eenvoudig achterhaald kan worden.

## Structuur
Het Corsanummer is technisch grotendeels vormvrij. Bij de invoering bepaalt de organisatie welke structuur men wil gebruiken.
In de praktijk bevat het Corsanummer meestal ten minste twee delen: het jaartal waar het document betrekking op heeft en een volgnummer binnen dat jaar. Het volgnummer kan opgevuld worden tot een zekere lengte met voorloopnullen. Tussen jaartal en volgnummer kan een scheider voorkomen zoals '/', '.'of '-'. Soms wordt ook een documentsoort toegevoegd aan het Corsanummer, zoals een voorvoegsel "F" voor een (inkoop)factuur of een scheider die het onderwerp aangeeft zoals "IN" voor "Invordering".